# Flavio Vopisco
Flavio Vopisco (Siracusa, ... – ...; fl. IV secolo) è stato uno storico romano vissuto inizio/metà IV secolo è il presunto autore di alcune biografie contenute nella Historia Augusta. Nel 1889 lo storico ed epigrafista tedesco Hermann Dessau ha ipotizzato che i sei scriptores della Historia Augusta ("Aelius Spartianus", "Iulius Capitolinus", "Vulcacius Gallicanus", "Aelius Lampridius", "Trebellius Pollio" e "Flavius Vopiscus") potrebbero essere personaggi inventati sotto cui si nasconde un unico autore.

## Biografia
Le informazioni su di lui provengono dai libri della Historia Augusta da lui scritti, e precisamente le Vite di Aureliano, Tacito, Floriano, Probo, Caro, Carino e Numeriano, oltre alle biografie degli usurpatori Firmo, Saturnino, Proculo e Bonoso.
Nativo di Siracusa, era figlio e nipote di personaggi che avevano ottenuto incarichi di rilievo. Visse a Roma ed era pagano. Scrisse la Vita di Aureliano dietro richiesta del praefectus urbi Giunio Tiberiano (in carica nel 303), quando era imperatore un Costanzo, ma il riferimento al consolato di un certo Furio Placido (forse il Furio Placido console del 343) ricondurrebbe l'epoca della composizione dell'opera a quella del regno di Costanzo II.
Incominciando a trattare della vita di Probo, Vopisco dichiara che egli non si propone di imitare il bello stile di Sallustio. Tito Livio, Publio Cornelio Tacito ma piuttosto vuole attingere agli storici più attendibili per la verità dei fatti narrati come Svetonio, Giulio Capitolino, Elio Lampridio.